# Orestia
Orestia (ou Oresteia) é o nome dado ao conjunto de três peças escrito pelo dramaturgo grego Ésquilo e considerada por muitos estudiosos como sua maior obra tendo grande influência na literatura Ocidental. A obra se constituí das peças Agamêmnon, As Coéforas e As Eumenides. Elas contam a história do assassinato do rei Agamemnon por sua esposa a rainha Clitemnestra e seu amante Egisto e em seguida a vingança de Orestes, filho de Agamemnon e Clitemnestra (em As Coéforas) e sua perseguição pelas Erínias na terceira peça. A obra trata de temas importantes como vingança, direito do pai e da mãe, os poderes das divindades primitivas (como as Erínias) em contraposição aos das novas divindades (Apolo e Atena) e a maldição ancestral da casa dos Atridas. No contexto político, a obra se inscreve no momento de ascensão da democracia ateniense sob Péricles e a criação do tribunal do Areópago em Atenas para crimes de sangue.

## Agamêmnon
A trama da Oresteia se inicia no fim da Guerra de Troia. Depois de dez anos de guerra, o rei Agamemnon retorno vitorioso para casa. Embora historicamente Agamemnon fosse rei de Micenas, Ésquilo transfere a ação da peça para Argos. Clitemnestra, mulher de Agamemnon, que governara o reino em sua ausência, cria um sofisticado sistema de sinais por fogo para saber, antes de todos, da queda de Troia e estar preparada.
O coro da peça é formado por anciãos de Argos, fiéis a Agamemnon. Eles ficam felizes ao saber da queda de Troia, mas cenas depois se espantam quando um arauto vindo da cidade descreve a destruição e violência do exército grego em Troia. Clitemnestra recebe Agamemnon com grandes honras, mas secretamente continua furiosa pelo sacrifício de Ifigénia, sua filha mais velha. Agamemnon sacrificou a própria filha no início da guerra para apaziguar a deusa Ártemis, que ele tinha ofendido, e assim obter ventos para que as naus gregas pudessem partir para Troia.
Ao chegar em Argos, Agamemnon traz em seu carro o princesa troiana Cassandra, sacerdotisa de Apolo e vidente, que ele escravizou após o saque de Troia e transformou em sua concubina. A presença da jovem irrita ainda mais Clitemnestra. Inicialmente Cassandra se recusa a entrar na casa dos Atridas e faz profecias sobre a sua morte e a de Agamemnon ao coro.
Enfim, ela entra na casa. Poucos depois se escutam gritos. Então Clitemnestra sai do palácio acompanhada de Egisto, primo de Agamemnon e seu rival ao trono que teria se tornado amante da rainha. Ela anuncia o assassinato de Agamemnon e de Cassandra, para vingar a morte de Ifigénia e de Tiestes, pai de Egisto e que os dois assumiriam o trono. O coro tenta uma breve rebelião, mas ao perceber a sua impotência aceita o curso dos eventos.